# タウナギ目
タウナギ目（学名：Synbranchiformes）は、硬骨魚類の分類群の一つ。2亜目3科で構成され、タウナギ・トゲウナギなど3科・13属・約117種が記載される。名前に「ウナギ」と付くものの、ウナギ目に属するウナギ類（Anguilla）との類縁関係は遠い。

## 分布・生態
ほとんどが熱帯から亜熱帯域にかけて分布する淡水魚で、ごく一部の種類が汽水域（まれに海域）に進出する。日本にはタウナギ Monopterus albus のみが本州および沖縄に生息しているが、前者は元々の在来種ではなく朝鮮半島から移入されたものとみられている。近年、本目魚類の密放流は世界的な問題とされ、フロリダ半島南部やハワイ諸島などでは侵略的外来種として認識されるようになっている。

## 形態
共通する特徴として、体型が細長く腹鰭（はらびれ）をもたないこと、鰓（えら）の開口部は体側面の下半分にとどまること、外翼状骨（頭部を構成する骨の一つ）が拡張する一方で内翼状骨は退縮あるいは消失していることなどが挙げられる。
また、上顎と頭蓋骨が2点で接続するなど、顎の構造に他の真骨類には見られない特徴を有する。前上顎骨は上行突起を欠き、前に突き出すことはできない。

## 利用
タウナギ科の仲間は中国や東南アジア諸国において食用・薬用として利用される。水田に生息しコメ文化につながっていることもあり、当地では一般的な食材であるが、泥臭いため日本ではタウナギを食べる習慣はない。中国や台湾ではいわゆる惣菜魚として用いられ、細切りにしたタウナギの切り身をから揚げにしたり、佃煮風に甘辛く炒めたりして食べる。ベトナムやラオスでは丸ごとの酒蒸しや、竹筒にいれて丸焼きにすることもある。
このほか、トゲウナギ科魚類は観賞魚としてアクアリウムでの飼育対象となる。

## 分類
タウナギ亜目・トゲウナギ亜目の2亜目からなり、3科・13属・約117種で構成される。

### タウナギ亜目
タウナギ亜目 Synbranchoidei はタウナギ科のみを含み、4属・23種が記載される。タウナギ科の魚類はその形態および生態に多くの際立った特徴をもち、硬骨魚類の中でも特殊化の進んだ一群と考えられている。

#### タウナギ科

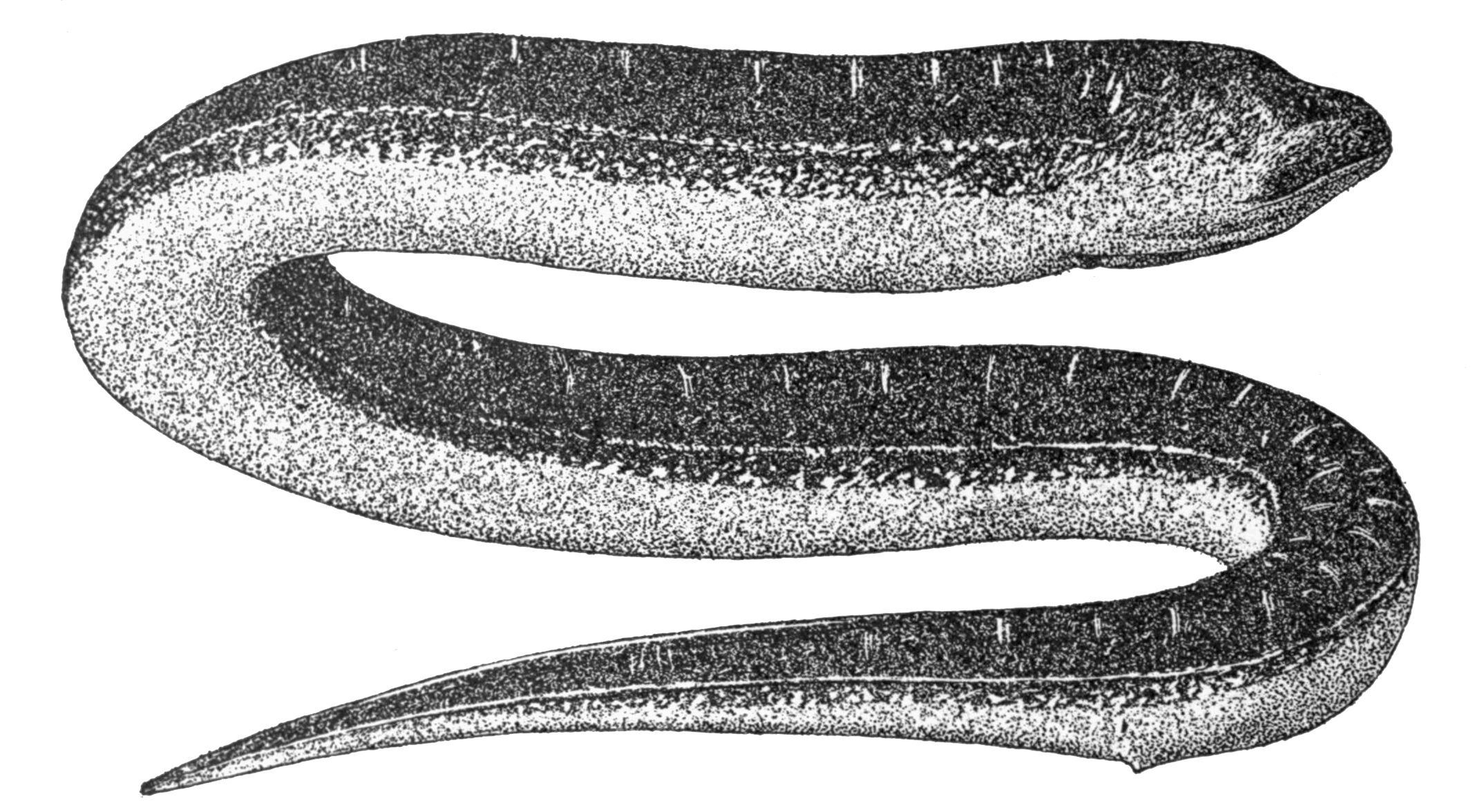
タウナギ Monopterus albus （タウナギ科）。細長いウナギ型の体をもち、水田など泥底の淡水域に生息することが和名（田鰻）の由来となっている

タウナギ科 Synbranchidae は4属・23種からなる。多くの種類は空気呼吸が可能で、泥中に潜る習性をもつ。雌から雄へ、雌性先熟による性転換をする種類が多いことも本科の特徴である。Ophisternon 属の仲間には地理的に不連続な分布を示すものがいる。
体型はウナギに似て細長く、腹鰭のみならず胸鰭ももたない。背鰭・臀鰭・尾鰭も痕跡的で、ほとんどの場合は鱗もない。眼は小さく、皮膚に埋没し機能を失った種類もある。浮き袋と肋骨を欠く。
- Macrotrema 属
- Ophisternon 属
- Synbranchus 属
- Monopterus 属

### トゲウナギ亜目

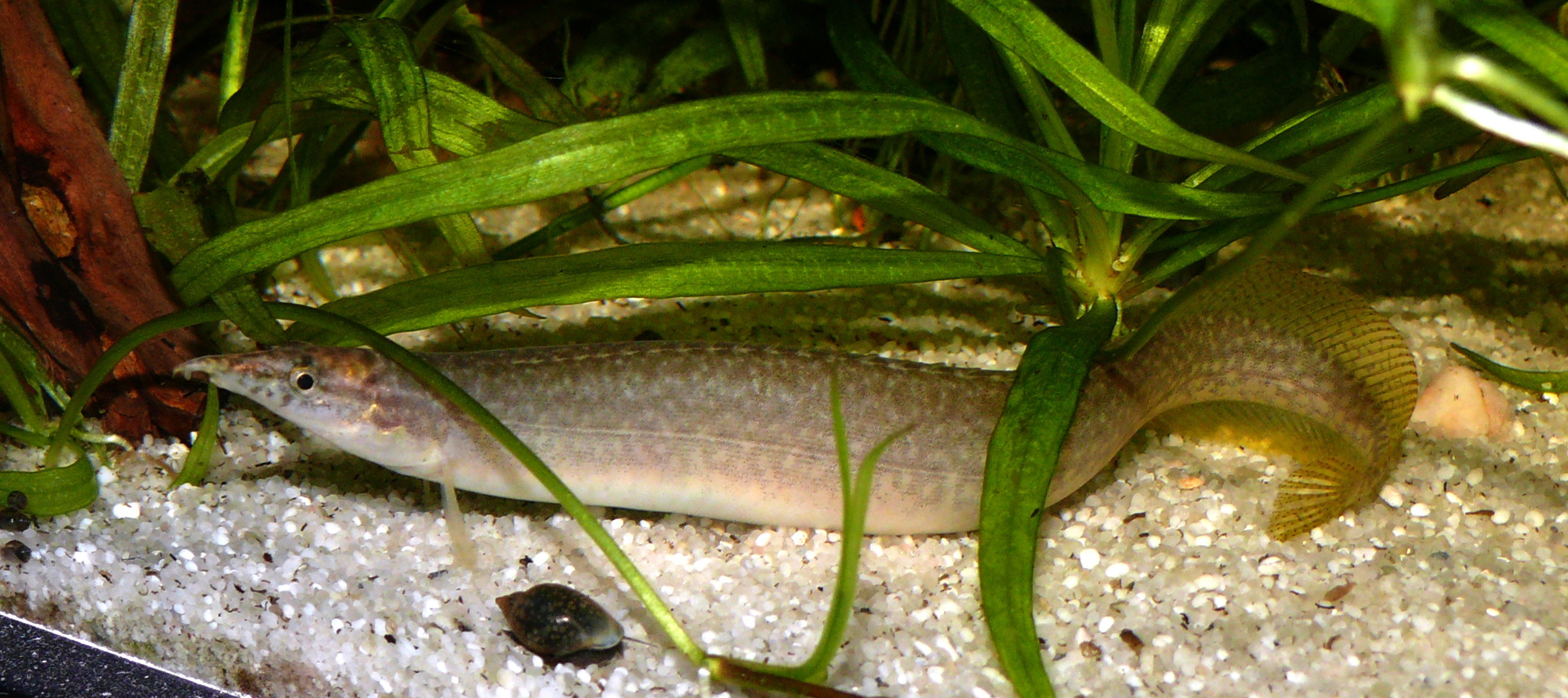
トゲウナギ科の1種（Macrognathus pancalus）

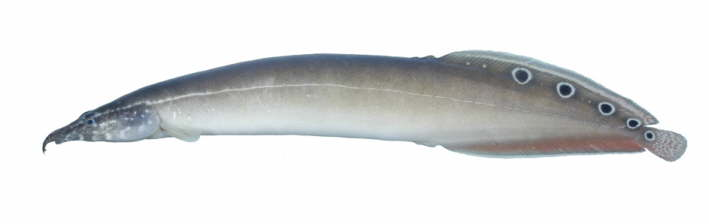
トゲウナギ科の1種（Macrognathus siamensis）

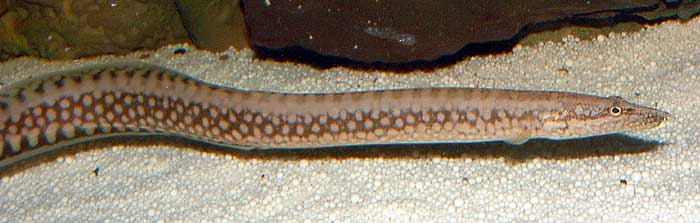
トゲウナギ科の1種（Mastacembelus moorii）

トゲウナギ亜目 Mastacembeloidei は2科・9属・約94種。背鰭と臀鰭は尾鰭と連続することが多い。後側頭骨を欠き、上擬鎖骨は靱帯を介して脊柱と接続する。

#### カウドゥリア科
カウドゥリア科 Chaudhuriidae は6属・10種を含む。インド北東部からタイ・朝鮮半島にかけて分布する、最大でも8cm程度の小型魚のグループである。背鰭と臀鰭の棘条および鱗をもたず、Chendol 属以外は側線も欠く。
- Bihunichthys 属
- Chaudhuria 属
- Chendol 属
- Garo 属
- Nagaichthys 属
- Pillaia 属

#### トゲウナギ科
トゲウナギ科 Mastacembelidae は3属・約84種で構成される。独立した背鰭の棘条が9-42本、トゲのように背中に並ぶことが本科魚類の特徴である。小さな鱗をもつ種類が多く、体長は最大で90cm程度。その生態は多様であり、長期間泥中に潜るものもいる。スパイニーイールと総称され、観賞魚として飼育される。
- Macrognathus 属
- Mastacembelus 属
- Sinobdella 属